# 共謀暴亂罪
共謀暴亂罪是指犯下陰謀煽动叛乱的罪行。这是一項美國聯邦罪行。具體內容是如果两个或两个以上的人在美國任何州或地区，或在受美国管辖的任何地方，密谋用武力推翻、压制或摧毁美国政府，或对美国政府发动战争，或用武力反对美国政府的权威，或以武力阻止、阻碍或拖延执行美国的任何法律，他们应被处以罚款或最高不超过20年的监禁，或两者并罚。而嫌犯只要被證明已經著手策劃犯罪，有關共謀暴亂罪的指控就會生效。二十世纪以來被控犯有共謀暴亂罪的大多為波多黎各独立主义者、共产主义者（联合自由阵线）、新納粹主義分子和恐怖分子，如马萨诸塞州的臨時愛爾蘭共和軍、奥马尔·阿卜杜勒·拉赫曼以及參與2021年美国国会大厦遭冲击事件的誓言守护者創辦人和成員。